# Muchu Chhish
Muchu Chhish más néven Batura V (5) (7453 méter) hegy a pakisztáni Karakorum hegylánc Batura Muztagh részén. Nagyon távoli és megközelíthetetlen régióban található, csak néhány kísérletet tettek a csúcs elérésére, de egyik sem sikerült. Muchu Chhish az egyik legmagasabb hegy a Földön, amely megmászatlan maradt, és a legmagasabb az összes közül, amelyre nincsenek vallási vagy politikai tilalmak. A csúcs mérsékelt fontosságú, mivel csak 263 m-rel emelkedik a legközelebbi nyereg vagy hágó fölé. Az egyik leghosszabb gleccser a sarkvidéken kívül, északon a Batura-gleccser szegélyezi.
A Muchu Chhish megmászására a déli gerincnél próbálkoztak. Ezt a gerincet egy lengyel expedíció 1983-ban megmászta rögzített kötelek segítségével, amikor elsőnek mászták meg a Batura IV-et (7500 méter), amely Muchu Chishstől nyugatra található. A legfigyelemreméltóbb kísérlet Muchu Chhish megmászására egy spanyol expedíció volt 1999-ben, amely elérte a 6650 métert a déli gerincen.
2020 augusztusában egy háromtagú cseh expedíció, Pavel Kořínek hegymászó, Pavel Bém volt politikus és Jiří Janák bejelentette, hogy Pakisztánba repülnek, megmászni a Muchu Chhish-t. Nem jutottak fel a csúcsra.

## Fordítás
Ez a szócikk részben vagy egészben  a   Muchu Chhish című angol Wikipédia-szócikk fordításán alapul.  Az eredeti cikk szerkesztőit annak laptörténete sorolja fel. Ez a jelzés csupán a megfogalmazás eredetét és a szerzői jogokat jelzi, nem szolgál a cikkben szereplő információk forrásmegjelöléseként.